# 1000-km-Rennen von Motegi 2006

Streckengrafik des Twin Ring Motegi

Das 1000-km-Rennen von Motegi 2006, auch Motegi Sportscar 1000 km Endurance Race, Twin Ring Motegi, fand am 2. Juli auf dem Straßenkurs des Twin Ring Motegi statt und war der zweite Wertungslauf der Japan Le Mans Challenge dieses Jahres.

## Das Rennen
Mit 13 Fahrzeugen nahm eines mehr am Training teil als beim Vorgängerrennen in Sugo. Der Mazda vom Team Nopro konnte sich allerdings nicht für das Rennen qualifizieren, und somit startete das Rennen mit 12 Teilnehmern. Ähnlich wie in Sugo fiel der favorisierte Zytek 04S weit in Führung liegend aus, diesmal mit Problemen am Getriebe. Ein zweites Mal hintereinander gewannen Tatsuya Kataoka, Naoki Hattori und Eiichi Tajima vor einem Prototyp der LMP2-Klasse. Der einzige gewertete LMP1-Prototyp, pilotiert von Takahiko Shimazawa, Hiroshi Oota und Kenji Takeya, kam auf der 6. Gesamtposition ins Ziel.

## Ergebnisse

### Schlussklassement
| Pos.               | Klasse | Nr. | Team                | Fahrer                                                | Fahrzeug              | Runden |
| ------------------ | ------ | --- | ------------------- | ----------------------------------------------------- | --------------------- | ------ |
| 1                  | GT1    | 20  | Hitotsuyama Racing  | Tatsuya Kataoka Naoki Hattori Eiichi Tajima           | Ferrari 550 Maranello | 180    |
| 2                  | LMP2   | 4   | MYZ                 | Yuuya Sakamoto Yoshihisa Namekata Tomonobu Fujii      | Dallara GC21          | 178    |
| 3                  | LMP2   | 3   | MYZ                 | Masayuki Yamamoto Syougo Suhou Jun'ichirou Yamashita  | Dallara GC21          | 177    |
| 4                  | GT2    | 27  | Team Kawamura       | Koji Aoyama Shinichi Takagi Morio Nitta               | Porsche 996 GT3-RSR   | 176    |
| 5                  | GT2    | 5   | Team Takamizawa     | Kazuyoshi Takamizawa Akihiko Tsutsumi Tomohiko Sunako | Porsche 996 GT3-RS    | 171    |
| 6                  | LMP1   | 66  | Jidosha Koubou Myst | Takahiko Shimazawa Hiroshi Oota Kenji Takeya          | Oscar SK93            | 158    |
| 7                  | GT1    | 9   | Team Leyjun         | Masaki Tanaka Osamu Nakajima Hiroya Iijima            | Mosler MT900 R        | 144    |
| 8                  | GT2    | 7   | Proto Works         | Naoko Hagiwara Atsuko Oomura                          | Mazda RX-7            | 137    |
| Nicht Klassiert    |        |     |                     |                                                       |                       |        |
| 9                  | LMP1   | 16  | Team Mugen          | Seiji Ara Haruki Kurosawa                             | Courage LC70          | 7      |
| Ausgefallen        |        |     |                     |                                                       |                       |        |
| 10                 | LMP2   | 18  | AIM Sports          | Shinsuke Yamazaki Yuuji Aso Masaru Tomizawa           | Dallara GC21          | 157    |
| 11                 | LMP2   | 15  | Jidosha Koubou Myst | Ryouhei Sakaguchi Masayuki Ueda Motoaki Ishikawa      | Oscar SK5.2           | 128    |
| 12                 | LMP1   | 21  | Hitotsuyama Racing  | Hideki Noda Hiroki Katō                               | Zytek 04S             | 95     |
| Nicht qualifiziert |        |     |                     |                                                       |                       |        |
| 13                 | GT2    | 17  | Team Nopro          | Toshihiko Nogami Yutaka Seki                          | Mazda Roadster        |        |

### Nur in der Meldeliste
| Pos. | Klasse | Nr. | Team | Fahrer                                     | Chassis                     |
| ---- | ------ | --- | ---- | ------------------------------------------ | --------------------------- |
| 14   | GT1    | 88  | JLOC | Kōji Yamanishi Yasutaka Hinoi Hisashi Wada | Lamborghini Murciélago R-GT |

### Klassensieger
| Klasse | Fahrer             | Fahrer             | Fahrer         | Fahrzeug              | Platzierung im Gesamtklassement |
| ------ | ------------------ | ------------------ | -------------- | --------------------- | ------------------------------- |
| LMP1   | Takahiko Shimazawa | Hiroshi Oota       | Kenji Takeya   | Oscar SK93            | Rang 6                          |
| LMP2   | Yuuya Sakamoto     | Yoshihisa Namekata | Tomonobu Fujii | Dallara GC21          | Rang 2                          |
| GT1    | Tatsuya Kataoka    | Naoki Hattori      | Eiichi Tajima  | Ferrari 550 Maranello | Gesamtsieg                      |
| GT2    | Koji Aoyama        | Shinichi Takagi    | Morio Nitta    | Porsche 996 GT3-RSR   | Rang 4                          |

### Renndaten
- Gemeldet: 13
- Gestartet: 12
- Gewertet: 8
- Rennklassen: 4
- Zuschauer: 5600
- Wetter am Renntag: unbekannt
- Streckenlänge: 4,801 km
- Fahrzeit des Siegerteams: 6:02:02,931 Stunden
- Gesamtrunden des Siegerteams: 180
- Gesamtdistanz des Siegerteams: 864,248 km
- Siegerschnitt:  143,686 km/h
- Pole Position: Hideki Noda/Hiroki Katō – Zytek 04S (#21) – 1:42,019
- Schnellste Rennrunde: Hiroki Katō – Zytek 04S (#21) – 1:43,686
- Rennserie: 2. Lauf zur Japan Le Mans Challenge 2006